# Kinetic lantern

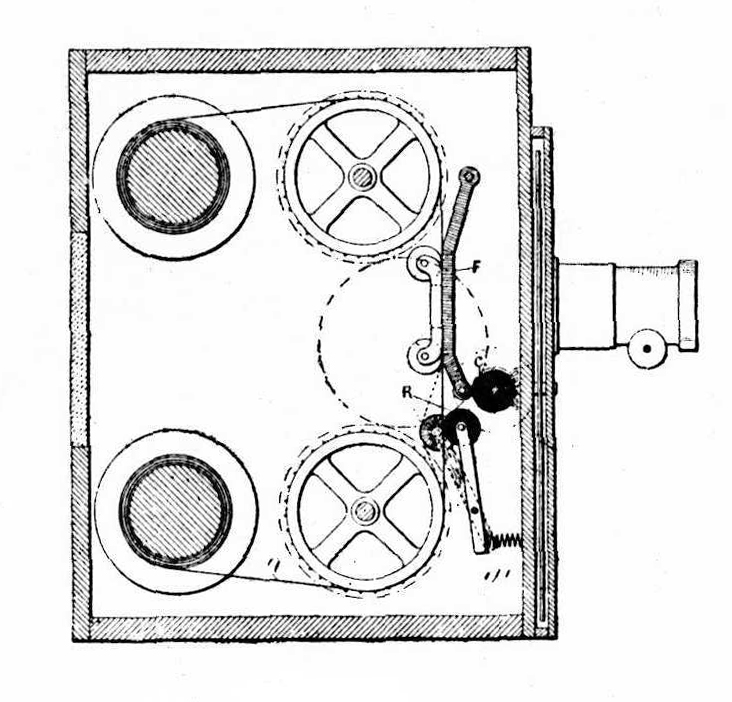
Projector de Birt Acres.

La Kinetic Lantern va ser considerada el primer projector patentat a Anglaterra per Birt Acres el 1895.

## Història
Acres va viatjar a Alemanya amb la seva càmera i va filmar l'obertura del canal Kiel i va realitzar una pel·lícula del Kaiser el juny de 1895. Al seu retorn a Gran Bretanya, Acres va començar a treballar en un projector per acompanyar la seva càmera. El projector resultant es va fer conegut com la llanterna cinètica.
Un temps més endavant, Acres va contactar amb Robert W. Paul, fabricant experimentat i pioner del cinema anglès. En col·laboració entre ells van crear una càmera de 35 mm de pel·lícula i la van nomenar “Paul-Acres”. Estava inspirada en el Cronògraf de Marey, que portava un dispositiu de moll per arrossegar la pel·lícula. La van acabar el 16 de març de 1895 i es va convertir en la primera càmera fabricada a Anglaterra.
En un primer moment, ambdós companys van celebrar l'èxit d'aquesta primera càmera, però en un curt temps, es van haver de separar per diferències econòmiques. A partir d'aquest moment, van passar a convertir-se en rivals en l'àmbit de la creació de noves càmeres i projectors. El 27 de maig de 1895, Acres va patentar el seu propi disseny de càmera al qual li va posar el seu mateix nom. Un temps més tard, el 14 de gener de 1896, va presentar el primer projector d'Anglaterra conegut com a Kinetic Lantern.
Com Acres pertanyia a la Real Societat Fotogràfica del Regne Unit, institució que promovia l'art i la ciència de la fotografia, es va dirigir allà, concretament al Queen's Hall de Londres, i va ser on va realitzar una demostració del seu sistema.